# Wim Oort
Wilhelmus Johannes Jacobus (Wim) Oort (Den Haag, 11 november 1912 - Kamp Vught, 4 september 1944) was een Nederlandse verzetsstrijder in de Tweede Wereldoorlog. Hij was betrokken bij een knokploeg in Ede. Hij werd gepakt en werd geëxecuteerd in Kamp Vught.

## Levensloop
Oort diende in ieder geval vanaf het begin van de jaren dertig bij de Koninklijke Marine. Hij voer onder andere op Nederlands-Indië. In 1939 verhuisde hij van Vlissingen naar Den Helder.
Op het moment dat de oorlog uitbrak was Oort kwartiermeester. In 1943 moest hij zich melden voor krijgsgevangenschap. In plaats daarvan besloot hij onder te duiken in Ede, waar hij zich aansloot bij de "wilde" knokploeg van Egbert Veen.
De knokploeg werd begin begin 1944 gevraagd of zij de Puttense politieman Gerrit Stap wilden liquideren. Stap was een beruchte jodenjager. De uitvoering kwam in handen van Oort en de scholier Theo Krijnen. Zij zouden Stap op 13 januari 1944 opwachten bij de bushalte in Putten en hem vervolgens doodschieten. Stap rook echter onraad en ging naar de Marechauseekazerne in Putten. Vervolgens ontstond er een vuurgevecht waarbij Krijnen in de buik werd geraakt en Oort in schouder en been. Oort slaagde erin te ontkomen, maar Krijnen werd nog hardhandig ondervraagd door Stap voordat hij stierf. Daarbij noemde hij de naam van Veen en Lammert Braafhart, waar Krijnen ondergedoken zat. Braafhart werd opgespoord en overleed in gevangenschap. KP-leider Egbert Veen werd meteen bij zijn huis doodgeschoten. Oort lukte het in eerste instantie wel uit handen van de Duitsers te blijven, maar niet voorgoed.
Oort werd op 25 mei 1944 alsnog in Amsterdam tijdens een treincontrole gearresteerd. Hij kwam in Kamp Vught terecht. Begin september werd het concentratiekamp in alle haast ontruimd vanwege de snel oprukkende geallieerden. Een groot aantal verzetsstrijders werd geëxecuteerd, waaronder Wim Oort. Zijn familie ontving dat nieuws pas na de oorlog.

## Persoonlijk
Oort was getrouwd met Willemina Elise Flipse, met wie hij meerdere kinderen had.